# برنج کامفیروزی
برنج کامفیروزی نوعی برنج است که در استان فارس کشت می‌شود به خاطر عطر و طعم خوشش معروف است.
بخش کامفیروز در۱۲۰کیلومتری شهر شیراز و در شهرستان مرودشت قرار دارد، جمعیت این منطقه ۴۵۰۰۰ هزار نفر و شغل اصلی آنها نیز تولید برنج است.